# 捷克水文气象研究所
捷克水文气象研究所（捷克語：Český hydrometeorologický ústav (ČHMÚ)）是捷克共和国在空气质量、气象学、气候学和水文学领域的中央国家办公室，它是由捷克共和国环境部设立的一个组织。该组织的总部和主要的工作场所，包括数据处理、电信和技术服务，都位于该研究所所在的布拉格的园区内。

## 历史
国家气象研究所于1919年成立，此时的捷克斯洛伐克刚结束第一次世界大战。1954年1月1日，国家气象局与水文部门合并，成立了捷克水文气象局。其组织章程于1994年和1995年由捷克共和国环境部修订。

## 结构

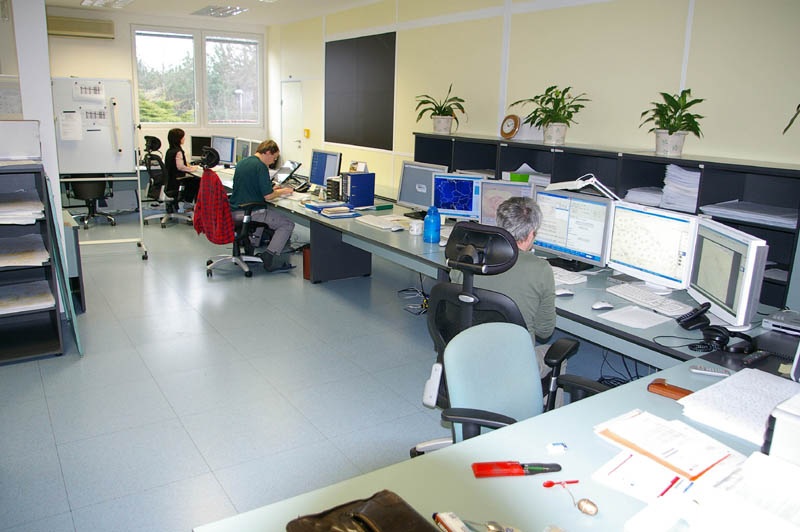
研究所内的气象学家

研究所由三个专业部门（气象和气候部门、水文部门、空气质量部门），两个辅助部门（财务和行政部门、信息技术部门）和主任部门组成。
除了位于布拉格-科莫日的中央办公室外，该研究所在捷克其他六个城市设有区域办事处（分支机构），然而并非每个分支机构都代表所有部门。其他办事处位于布尔诺、俄斯特拉发、比尔森、拉贝河畔乌斯季、赫拉德茨-克拉洛韦和捷克布杰约维采。

### 空气污染扩散建模小组
空气质量小组有七个部门构成：
- 空气质量信息系统
- 排放和污染物来源监管
- 大气扩散数据建模和专业知识库
- 国家信息库系统
- 空气质量监测
- 中央空气质量实验室
- 校准实验室

大气扩散数据建模和专业知识库部门的大气污染扩散概要工作重点是：空气污染扩散模型的开发；这些模型在专家报告和意见的准备中的应用；空气质量控制预报；处理空气监测部分获得的污染物浓度运行信息。
SYMOS97空气污染扩散模型是在该研究所开发的。它模拟来自单个或多个点、区域或线源的连续、中性或浮力羽流的扩散。它可以处理复杂的地形，也可以用来模拟冷卻塔羽流的扩散。